# Senboku (Akita)
Senboku (仙北市 Senboku-shi?) es una ciudad localizada en la prefectura de Akita, Japón. En octubre de 2018 tenía una población de 25.880 habitantes y una densidad de población de 23,7 personas por km². Su área total es de 1.093,56 km².
La ciudad se encuentra en medio de las montañas de la parte central de Akita, colindando con la prefectura de Iwate y los montes Ōu al este. Parte de la ciudad forma parte del Parque nacional de Towada-Hachimantai.

## Geografía

### Municipios circundantes
- Prefectura de Akita
  - Akita
  - Kitaakita
  - Kakunodate
  - Daisen
- Prefectura de Iwate
  - Hachimantai
  - Shizukuishi
  - Nishiwaga

## Demografía
Según datos del censo japonés, la población de Senboku ha disminuido en los últimos años.
| Año del censo | Población |
| ------------- | --------- |
| 1995          | 34.945    |
| 2000          | 33.565    |
| 2005          | 31.868    |
| 2010          | 29.568    |
| 2015          | 27.523    |